# مونتجومري أتواتر
مونتجومري أتواتر (بالإنجليزية: Montgomery Atwater)‏ هو كاتب للأطفال وكاتب أمريكي، ولد في 1904 في بيكر سيتي في الولايات المتحدة، وتوفي في 1976 في ساوساليتو في الولايات المتحدة.